# Similoppia espeletiae
Similoppia espeletiae är en kvalsterart som först beskrevs av P. Balogh 1984.  Similoppia espeletiae ingår i släktet Similoppia och familjen Oppiidae. Inga underarter finns listade i Catalogue of Life.